# Carlo I Tocco
Carlo I Tocco, död 1429, var en frankisk monark. Han var despot av despotatet Epirus 1411–1429.